# STS-96
STS-96 fue una misión de un transbordador espacial a la Estación Espacial Internacional (ISS) pilotada por el transbordador espacial Discovery, y el primer vuelo del transbordador que atracó en la Estación Espacial Internacional. El transbordador transportaba el módulo fabricado por Spacehab como carga útil, y lleno de carga para el equipamiento de la estación. STS-96 fue lanzado desde el Centro espacial Kennedy, Florida, el 27 de mayo de 1999 a las 06:49:42 AM.

## Tripulación
| Puesto                   | Astronauta                               | Astronauta                               |
| ------------------------ | ---------------------------------------- | ---------------------------------------- |
| Comandante               | Kent V. Rominger Cuarto vuelo            | Kent V. Rominger Cuarto vuelo            |
| Piloto                   | Rick D. Husband Primero vuelo            | Rick D. Husband Primero vuelo            |
| Especialista de misión 1 | Daniel T. Barry Segundo vuelo            | Daniel T. Barry Segundo vuelo            |
| Especialista de misión 2 | Ellen Ochoa Tercero vuelo                | Ellen Ochoa Tercero vuelo                |
| Especialista de misión 3 | Tamara E. Jernigan Quinto y último vuelo | Tamara E. Jernigan Quinto y último vuelo |
| Especialista de misión 4 | Julie Payette, CSA Primero vuelo         | Julie Payette, CSA Primero vuelo         |
| Especialista de misión 5 | Valeri I. Tokarev, RKA Primero vuelo     | Valeri I. Tokarev, RKA Primero vuelo     |